# Wielki Donimierz (gmina)
Wielki Donimierz (1945–46 i od 1973 Szemud) – dawna gmina wiejska istniejąca w latach 1934–1954 w woj. pomorskim/gdańskim (dzisiejsze woj. pomorskie). Siedzibą władz gminy był Wielki Donimierz (obecna nazwa to Donimierz).
Gmina zbiorowa Wielki Donimierz została utworzona 1 sierpnia 1934 roku w powiecie morskim w woj. pomorskim (II RP) z dotychczasowych jednostkowych gmin wiejskich: Będargowo, Częstkowo, Glazica, Grabowiec, Jeleńska Huta, Kamień, Kowalewo, Łebno, Przetoczyno, Smażyno, Szemud i Zęblewo oraz z obszarów dworskich położonych na tych terenach lecz nie wchodzących w skład gmin (m.in. obszaru dworskiego Wielki Donimierz). 
Po wojnie (7 kwietnia 1945 roku) gmina wraz z całym powiatem morskim weszła w skład nowo utworzonego woj. gdańskiego. 1 lipca 1951 roku zmieniono nazwę powiatu morskiego na wejherowski. Według stanu z dnia 1 lipca 1952 roku gmina składała się z 14 gromad: Będargowo, Częstkowo, Glazica, Grabowiec, Jeleńska Huta, Kamień, Kowalewo, Łebieńska Huta, Łebno, Przetoczyno, Smażyno, Szemud, Wielki Donimierz i Zęblewo. Gmina została zniesiona 29 września 1954 roku wraz z reformą wprowadzającą gromady w miejsce gmin. Jednostki nie przywrócono 1 stycznia 1973 roku po reaktywowaniu gmin, utworzono natomiast jej terytorialny odpowiednik, gminę Szemud.